# Chromatonema
Chromatonema är ett släkte av nässeldjur. Chromatonema ingår i familjen Tiarannidae.
Kladogram enligt Catalogue of Life:
| Chromatonema | \| \| Chromatonema erythrogonon \| \| \| \| \| \| Chromatonema rubra \| \| \| \| |
|              | \| \| Chromatonema erythrogonon \| \| \| \| \| \| Chromatonema rubra \| \| \| \| |
|              | Krampella                                                                        |
|              |                                                                                  |
|              | Margalefia                                                                       |
|              |                                                                                  |
|              | Modeeria                                                                         |
|              |                                                                                  |
|              | Stegolaria                                                                       |
|              |                                                                                  |
|              | Stegopoma                                                                        |
|              |                                                                                  |
|              | Tiaranna                                                                         |
|              |                                                                                  |
|              | Tiaropsis                                                                        |
|              |                                                                                  |
|              | Chromatonema erythrogonon                                                        |
|              |                                                                                  |
|              | Chromatonema rubra                                                               |
|              |                                                                                  |

|  | Chromatonema erythrogonon |
|  |                           |
|  | Chromatonema rubra        |
|  |                           |